# Pseudomma longisquamosum
Pseudomma longisquamosum är en kräftdjursart som beskrevs av Murano 1974. Pseudomma longisquamosum ingår i släktet Pseudomma och familjen Mysidae. Inga underarter finns listade i Catalogue of Life.